# Kapocsi Sándor
Kapocsi Sándor (Újpest, 1919. július 29. – 1980. február 29.) magyar labdarúgó, hátvéd, mesteredző.
1933-ban lett a Zuglói SE játékosa. 1939 augusztusában az Elektromos igazolta le.
1957 novemberében az MLSZ utánpótlás kapitánynak nevezte ki. Ezt a posztját 1958 júliusáig töltötte be, amikor az ifjúsági kapitánya lett. 1964 szeptemberétől Egyiptomban dolgozott az El Sekka El Hadid SC-nél. 1968-ban az MLSZ ifjúsági bizottságának vezetője volt. 1969-ben a Székesfehérvári MÁV Előre edzője volt. 1970-ben a Pécsi Dózsa trénere lett,  de február végén a válogatott pályaedzőjének nevezték ki és Pécsről távozott. 1973-tól Kuvaitban tevékenykedett, ahonnan 1977-ben tért vissza. 1978-tól a Bp. Spartacus csapatát irányította.